# Friedmann Peak
Friedmann Peak är en bergstopp i Antarktis. Den ligger i Östantarktis. Australien gör anspråk på området. Toppen på Friedmann Peak är 1 917 meter över havet, eller 177 meter över den omgivande terrängen. Bredden vid basen är 1,6 km.
Terrängen runt Friedmann Peak är huvudsakligen kuperad, men västerut är den bergig.  Trakten är obefolkad. Det finns inga samhällen i närheten. 